# آبشار سنگ‌درکا
آبشار سنگ‌درکا آبشاری زیبا واقع در شهرستان آمل در استان مازندران ایران است. این آبشار نزدیک روستای سنگ‌درکا در ۲۵ کیلومتری جنوب غرب آمل قرار دارد. روستای سنگ‌درکا در کنار جاده هراز و در میان جنگل‌های انبوه البرز شمالی، جلوه‌ای خاص از جنگل و کوه و مرتع دارد.

## شهرستان آمل
شهرستان آمل در جلگه مازندران و با بلندای ۷۶ متر از گستره دریا، در ۱۸ کیلومتری جنوب دریای مازندران واقع شده است. آب و هوای این شهرستان تابستان‌ها گرم و مرطوب و زمستان‌ها ملایم است. البته با توجه به تأثیرات آب و هوایی در ارتفاعات جنوبی این شهرستان، تفاوت دما و رطوبت در فاصله‌های کوتاه به شدت زیاد است و باعث به وجود آمدن طبیعتی متنوع در این شهرستان شده است.